# Brett Cooper
Brett Cooper, coniugata Tombul (Bellingham, 12 ottobre 2001), è una youtuber, attrice, commentatrice politica e attivista conservatrice statunitense.

## Biografia
Nata a Bellingham, nello stato del Washington, Cooper cresce a Chattanooga, in Tennessee. A dieci anni si trasferisce a Los Angeles per intraprendere la carriera da attrice.

## Carriera

### The Comments Section with Brett Cooper(2022-2024)
Nel gennaio del 2022, Cooper firma un contratto con l'agenzia di stampa The Daily Wire, creando in collaborazione il podcast The Comments Section with Brett Cooper. Nel dicembre del 2024, lascia The Daily Wire in un accordo comune.

### The Brett Cooper Show(2024-presente)
A inizio del gennaio 2025, crea il proprio canale youtube e un suo programma chiamato The Brett Cooper Show. Il primo episodio viene mandato in onda sulla piattaforma il 30 gennaio 2025.

## Vita privata
Sposa nell'aprile del 2024, il fondatore di un'agenzia pubblicitaria, Alex Tombul.